# Spada ad antenne
La spada ad antenne è una particolare tipologia di spada sviluppata nell'Età del bronzo la cui impugnatura, invece che da un codolo, era chiusa da una lamina di metallo ribattuta in forma di due antenne simmetriche disegnanti un motivo spiraliforme. Diffusasi largamente in Europa al tempo di quella che gli studiosi chiamano la "koinè del bronzo", funse da archetipo per lo sviluppo delle prime spade corte durante l'Età del Ferro, specialmente in quei siti ove i Celti si mescolarono con le popolazioni europee preistoriche: La Tène (Svizzera), Cogotas (Spagna), Terni (Italia) ecc.

## Storia
La spada ad antenne si diffuse in Europa intorno al X secolo a.C., andando a sostituire la precedente tipologia di arma manesca a lama lunga in uso ai popoli della "koinè del bronzo", la spada a lingua di carpa. La presenza di spade ad antenne è ben testimoniata tra le varie etnie (v. Popoli dell'Italia antica) abitanti l'Italia peninsulare ed insulare: Umbri con le loro derivazioni come Sabini (Veilumbri) e Sanniti, antichi Romani, le Alpi e la Penisola iberica. Il campo di diffusione si può quindi circoscrivere, grosso modo, alle terre europee bagnate dal Tirreno ed a quelle zone dell'entroterra continentale per le quali abbiamo sicura prova di un fitto scambio culturale e commerciale con popoli più prettamente "tirrenici" quali gli Etruschi tramite gli avamposti nell'Italia settentrionale (Bologna, Melzo ecc.)
Arma robusta e ben bilanciata, la spada ad antenne era quasi certamente destinata alle truppe di cavalleria delle già ben sviluppate proto-civiltà (v. "Europa Antica") destinate a venire assimilate o cancellate dalla massiccia ondata migratoria dei Celti (V secolo a.C.). Databile, per ciò che concerne il periodo di diffusione, al X secolo a.C., concomitantemente con la "Fase B" della protoceltica Cultura di Hallstatt, la spada ad antenne, infatti, venne a torto ritenuta arma celtica dagli studiosi del XIX secolo (senza fonte).
Risulta indubbiamente evidente la similitudine stilistica intercorrente tra le spade ad antenne e le prime spade in ferro della ormai pienamente celtica Cultura di La Tène. Interessanti esemplari della fase di transizione Hallstatt-La Tène, quali per esempio la spada ritrovata presso il sito di "Cogotas II" in Spagna, sono dei veri e propri gladi ante litteram con massiccia lama nervata e scanalata, profilo a losanga ed impugnatura metallica, priva di guardia, con antenne, ormai ridotte ad un pomolo bicipite. Anche in Italia il modello della spada ad antenne restò in uso nella prima età del ferro, come testimoniato da reperti piceni di daghe in ferro con ricco fornimento dal pomolo ad antenne.

## Costruzione
- La lama in bronzo era ben bilanciata e molto solida, con nervatura centrale e scanalature. Solitamente a due fili paralleli, presenta anche alcune varianti monofilari[4]. La punta era solitamente lanceolata, capace di infliggere pericolose stoccate, e solo in rari casi uncinata, con contro-taglio[5]. Nei modelli di età più recente rinvenuti in siti spagnoli, le armi, ormai di produzione celtiberica, pur avendo lunghezza grosso modo invariata, rientrano per proporzioni lunghezza-larghezza-impugnatura nella tipologia della "spada corta celtica" e non più della "spada lunga dell'Età del Bronzo";
- L'impugnatura, come negli altri esemplari di spade dell'età del bronzo, era in metallo, assicurata alla lama da due rivettini. La caratteristica peculiare dell'arma era la lamina ripiegata in due volute simmetriche, le "antenne", che sostituiva il pomolo. Nei tardi modelli celtiberici, le antenne sono sostituite da un codolo bicipite.

Spada ad antenne - Necropoli picena di Ancona (Museo archeologico nazionale delle Marche)
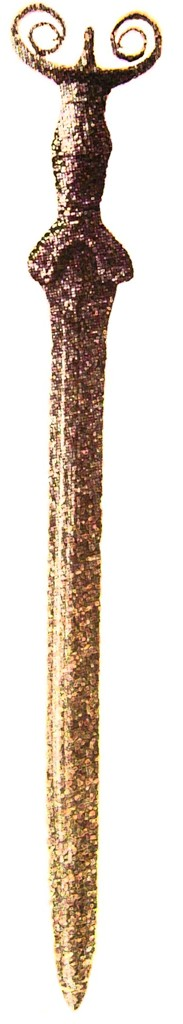
Spada ad antenne - Ploaghe (Sardegna), presso il Nuraghe Attentu (importazione etrusca)
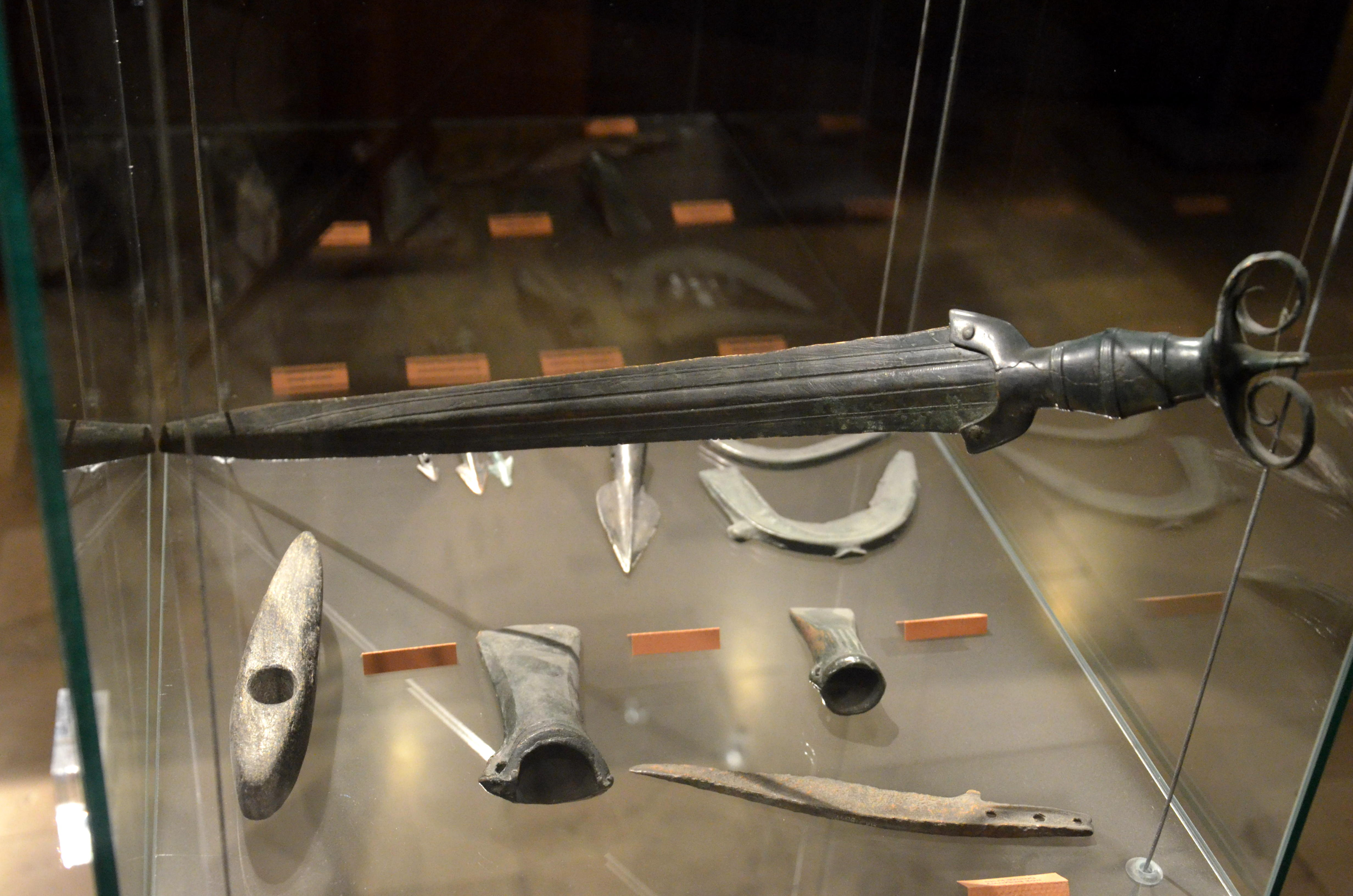
Spada ad antenne rinvenuta nelle vicinanze di Cracovia
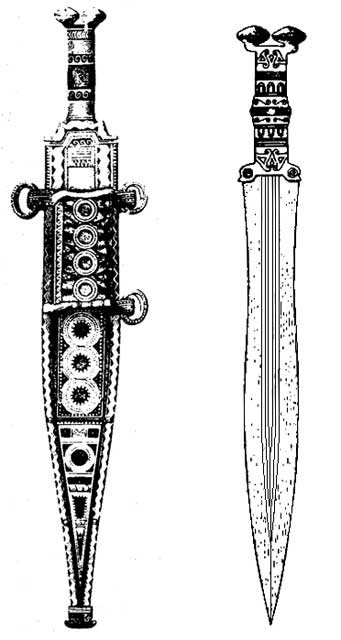
Spada celtiberica della "Cultura Cogotas II" (ca. 700 a.C.) presentante già la foggia del successivo gladius in uso al legionario romano
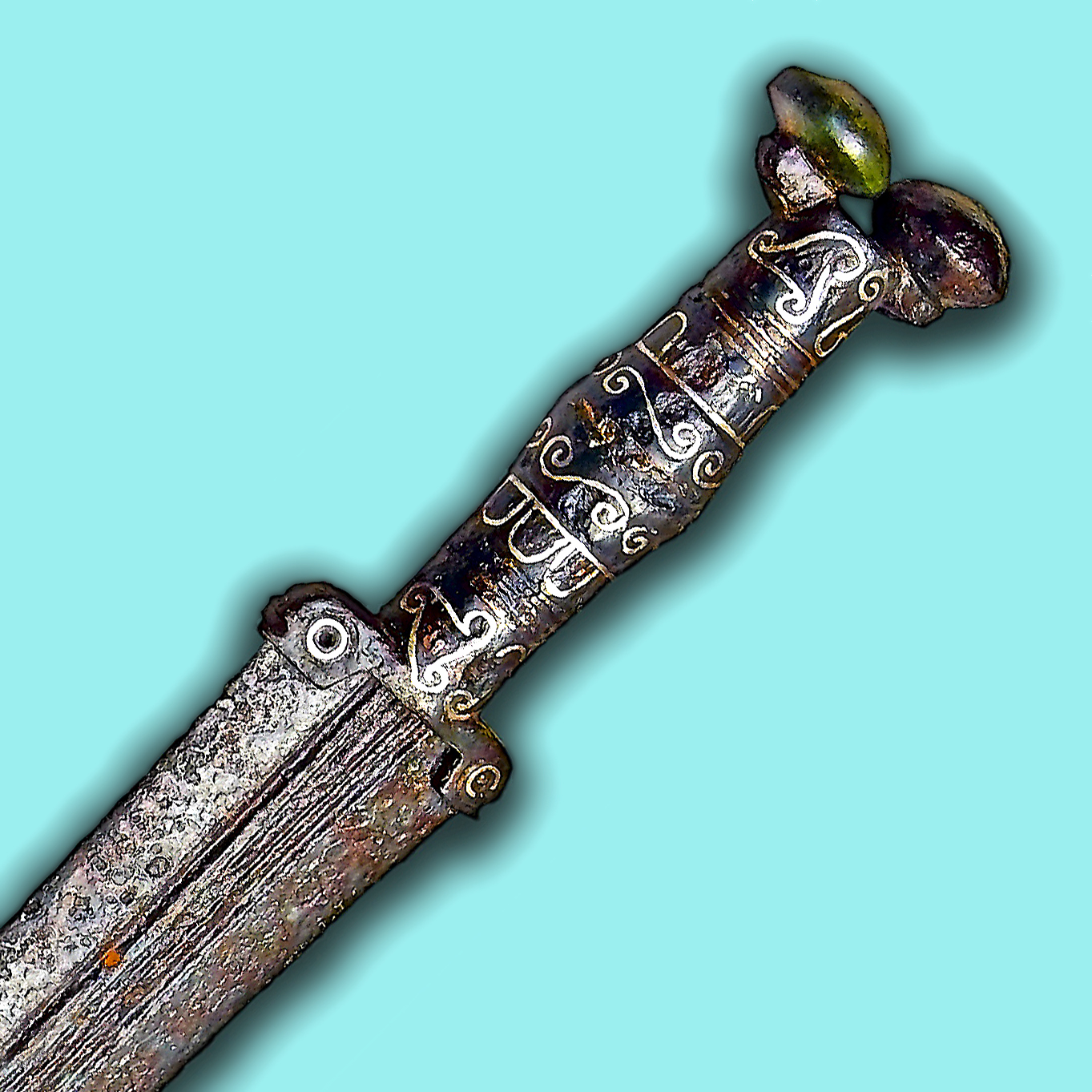
Impugnatura della spada celtiberica di Cogotas II